# Preteórico
Preteórico, independiente de la teoría. Más en concreto, una proposición es preteórica, según algunos filósofos, si y sólo si su plausibilidad o implausibilidad no depende de consideraciones teóricas o de consideraciones relativas a análisis teóricos. El término «preanalítico» se usa muchas veces como sinónimo de «preteórico», aunque el primero va propiamente ligado al análisis y no a la teoría. Algunos filósofos caracterizan las proposiciones preteóricas como «intuitivamente» plausibles o implausibles.  Defienden que tales proposiciones pueden regular la teorización filosófica como sigue: en general, una teoría filosófica adecuada no tendría que chocar con las proposiciones intuitivamente plausibles (implicando proposiciones intuitivamente implausibles) y tendría que implicar proposiciones intuitivamente plausibles. Algunos filósofos aseguran que las consideraciones teóricas pueden primar sobre las «intuiciones» –entendiendo por tales proposiciones intuitivamente plausibles– cuando la coherencia teórica (o el equilibrio reflexivo) conjunta quede así asegurada.